# كسر الزند
كسر الزند هو كسر في عظم الزند في الساعد دون كسور أخرى مرتبطة به. غالبًا ما تكون مرتبطة بكسر عظمة الكعبرة. يحدث الكسر الزندي بشكل كلاسيكي بسبب تعرضه للضرب من داخل الساعد. الجبيرة هي علاج كسر الزند.

## الأنواع
- كسر نايتستك: هو كسر في الجزء الأوسط من الزند دون كسور أخرى.[2]
- تحدث كسور الزند البعيدة عادةً مع كسور الكعبرة.[1]
- كسر مونتيجيا - كسر الثلث القريب من الزند مع خلع رأس الكعبرة.
- كسر العظمة الزورقية - كسر في الزبد مع خلع أمامي مرتبط برأس الساعد.